# Sovětský svaz na Letních olympijských hrách 1972
Sovětský svaz na Letních olympijských hrách 1972 v německém Mnichově reprezentovala výprava 371 sportovců, z toho 298 mužů a 73 žen ve 22 sportech.  

## Medailisté
| Medaile | Jméno | Sport                | Disciplína                          |
| ------- | --- | -------------------- | ----------------------------------- |
| Zlato   | Mykola Avilov | Atletika             | Muži desetiboj                      |
| Zlato   | Anatolij Bondarčuk | Atletika             | Muži hod kladivem                   |
| Zlato   | Valerij Borzov | Atletika             | Muži 100 m                          |
| Zlato   | Valerij Borzov | Atletika             | Muži 200 m                          |
| Zlato   | Ljudmila Braginová | Atletika             | Ženy 1500 m                         |
| Zlato   | Naděžda Čižovová | Atletika             | Ženy vrh kouli                      |
| Zlato   | Faina Melniková | Atletika             | Ženy hod diskem                     |
| Zlato   | Viktor Sanějev | Atletika             | Muži trojskok                       |
| Zlato   | Jüri Tarmak | Atletika             | Muži skok vysoký                    |
| Zlato   | Alžan Žarmuchamedov Zurab Sakandelidze Gennadij Volnov Ivan Jedeško Sergej Kovalenko Modestas Paulauskas Anatolij Polivoda Ivan Dvornyj Michail Korkija Alexandr Bělov Sergej Bělov Alexandr Bološev | Basketbal            | Turnaj mužů                         |
| Zlato   | Boris Kuzněcov | Box                  | Muži pérová váha do 57 kg           |
| Zlato   | Vjačeslav Lemešev | Box                  | Muži váha střední do 75 kg          |
| Zlato   | Alexandr Šaparenko | Kanoistika           | Muži K1 1000 m                      |
| Zlato   | Julija Rjabčinská | Kanoistika           | Ženy K1 500 m                       |
| Zlato   | Nikolaj Gorbačov Viktor Kratasjuk | Kanoistika           | Muži K2 1000 m                      |
| Zlato   | Jekatěrina Kuryšková Ljudmila Pinajevová | Kanoistika           | Ženy K2 500 m                       |
| Zlato   | Vladas Česiūnas Jurij Lobanov | Kanoistika           | Muži C2 1000 m                      |
| Zlato   | Jurij Stěcenko Valerij Diděnko Jurij Filatov Vladimir Morozov | Kanoistika           | Muži K4 1000 m                      |
| Zlato   | Valerij Jardy Gennadij Komnatov Valerij Lichačov Boris Šukov | Cyklistika           | Družstvo mužů časovka               |
| Zlato   | Vladimir Semeněc Igor Celovalnikov | Cyklistika           | Muži 2000 m tandem                  |
| Zlato   | Vladimir Vasin | Skoky do vody        | Muži prkno 3 m                      |
| Zlato   | Jelena Petuškovová Ivan Kalita Ivan Kizimov | Jezdectví            | Drezura – družstva                  |
| Zlato   | Viktor Siďak | Šerm                 | Muži šavle                          |
| Zlato   | Svetlana Čirkovová Alexandra Zabelinová Jelena Bělovová Galina Gorochovová Taťjana Samusenková | Šerm                 | Družstvo žen fleret                 |
| Zlato   | Viktor Klimenko | Sportovní gymnastika | Muži kůň našíř                      |
| Zlato   | Nikolaj Andrianov | Sportovní gymnastika | Muži prostná                        |
| Zlato   | Ljudmila Turiščevová | Sportovní gymnastika | Ženy víceboj – jednotlivci          |
| Zlato   | Olga Korbutová | Sportovní gymnastika | Ženy kladina                        |
| Zlato   | Olga Korbutová | Sportovní gymnastika | Ženy prostná                        |
| Zlato   | Tamara Lazakovičová Elvira Saadi Ljudmila Turiščevová Ljubov Burda Olga Korbutová Antonina Košelová | Sportovní gymnastika | Družstvo žen                        |
| Zlato   | Šota Čočišvili | Judo                 | Muži do 93 kg                       |
| Zlato   | Pavel Ledňov Boris Oniščenko Vladimir Šmeljov | Moderní pětiboj      | Družstvo mužů                       |
| Zlato   | Jurij Malyšev | Veslování            | Muži skif                           |
| Zlato   | Gennadij Koršikov Alexandr Timošinin | Veslování            | Muži dvojskif                       |
| Zlato   | Vitalij Dyrdyra Valentyn Mankin | Jachting             | Muži třída Tempest                  |
| Zlato   | Jakov Železňak | Sportovní střelba    | Muži 50 metrů průběžný cíl          |
| Zlato   | Nina Smolejevová Taťjana Treťjakovová Ljubov Ťurinová Inna Ryskalová Roza Salichovová Taťjana Saryčevová Taťjana Gonoboblevová Natalja Kudrevová Galina Leonťjevová Ljudmila Borozná Ljudmila Buldakovová Vera Dujunovová | Volejbal             | Turnaj žen                          |
| Zlato   | Vjačeslav Sobčenko Vladimir Žmudskij Nikolaj Melnikov Leonid Osipov Alexandr Šidlovskij Alexandr Dreval Vadim Guljajev Alexandr Kabanov Anatolij Akimov Alexej Barkalov Alexandr Dolgušin | Vodní pólo           | Turnaj mužů                         |
| Zlato   | Mucharby Kiržinov | Vzpírání             | Muži lehká váha do 67,5 kg          |
| Zlato   | Jaan Talts | Vzpírání             | Muži těžká váha do 110 kg           |
| Zlato   | Vasilij Alexejev | Vzpírání             | Muži super těžká váha nad 110 kg    |
| Zlato   | Rustam Kazakov | Zápas                | muži, řecko-římský do 57 kg         |
| Zlato   | Šamil Chisamutdinov | Zápas                | muži, řecko-římský do 68 kg         |
| Zlato   | Valerij Rezancev | Zápas                | muži, řecko-římský do 90 kg         |
| Zlato   | Anatolij Roščin | Zápas                | muži, řecko-římský nad 100 kg       |
| Zlato   | Roman Dmitrijev | Zápas                | muži, volný styl do 48 kg           |
| Zlato   | Zagalav Abdulbekov | Zápas                | muži, volný styl do 62 kg           |
| Zlato   | Levan Tedyjašvili | Zápas                | muži, volný styl do 82 kg           |
| Zlato   | Ivan Jarygin | Zápas                | muži, volný styl do 100 kg          |
| Zlato   | Alexandr Medveď | Zápas                | muži, volný styl nad 100 kg         |
| Stříbro | Jevgenij Aržanov | Atletika             | Muži 800 m                          |
| Stříbro | Valerij Borzov Alexandr Korneljuk Vladimir Loveckij Juris Silovs | Atletika             | Muži štafeta 4 × 100 m              |
| Stříbro | Vladimir Golubničij | Atletika             | Muži chůze 20 km                    |
| Stříbro | Leonid Lytvynenko | Atletika             | Muži desetiboj                      |
| Stříbro | Jānis Lūsis | Atletika             | Muži hod oštěpem                    |
| Stříbro | Veniamin Soldatěnko | Atletika             | Muži 50 km                          |
| Stříbro | Nijolė Sabaitė | Atletika             | Ženy 800 m                          |
| Stříbro | Jelena Petuškovová | Jezdectví            | Drezura – jednotlivci               |
| Stříbro | Leonid Romanov Vasyl Stankovyč Vladimir Denisov Anatolij Kotešev Viktor Puťatin | Šerm                 | Družstvo mužů fleret                |
| Stříbro | Viktor Siďak Eduard Vinokurov Viktor Baženov Vladimir Nazlymov Mark Rakita | Šerm                 | Družstvo mužů šavle                 |
| Stříbro | Viktor Klimenko | Sportovní gymnastika | Muži přeskok                        |
| Stříbro | Michail Voronin | Sportovní gymnastika | Muži kruhy                          |
| Stříbro | Eduard Mikaelyan Vladimir Ščukin Michail Voronin Viktor Klimenko Nikolaj Andrianov Alexandr Malejev | Sportovní gymnastika | Družstvo mužů                       |
| Stříbro | Olga Korbutová | Sportovní gymnastika | Ženy bradla                         |
| Stříbro | Tamara Lazakovičová | Sportovní gymnastika | Ženy kladina                        |
| Stříbro | Ljudmila Turiščevová | Sportovní gymnastika | Ženy prostná                        |
| Stříbro | Vitalij Kuzněcov | Judo                 | Muži bez rozdílu vah                |
| Stříbro | Boris Oniščenko | Moderní pětiboj      | Muži jednotlivci                    |
| Stříbro | Jevgenij Petrov | Sportovní střelba    | Muži skeet                          |
| Stříbro | Boris Melnik | Sportovní střelba    | Muži 300 m puška tři pozice         |
| Stříbro | Viktor Mazanov Viktor Aboimov Vladimir Bure Igor Grivennikov | Plavání              | Muži 4 × 100 m volný způsob         |
| Stříbro | Galina Prozumenščikovová | Plavání              | Ženy 100 m prsa                     |
| Stříbro | Dito Šanidze | Vzpírání             | Muži pérová váha do 60 kg           |
| Stříbro | Anatolij Nazarenko | Zápas                | muži, řecko-římský do 82 kg         |
| Stříbro | Nikolaj Jakovenko | Zápas                | muži, řecko-římský do 100 kg        |
| Stříbro | Arsen Alachverdijev | Zápas                | muži, volný styl do 52 kg           |
| Stříbro | Gennadij Strachov | Zápas                | muži, volný styl do 90 kg           |
| Bronz   | Emma Gapčenko | Lukostřelba          | Ženy jednotlivci                    |
| Bronz   | Vasilij Chmelevskij | Atletika             | Muži hod kladivem                   |
| Bronz   | Omar Pchakadze | Cyklistika           | Muži 1000 m sprint                  |
| Bronz   | Vladimir Nazlymov | Šerm                 | Muži šavle                          |
| Bronz   | Galina Gorochovová | Šerm                 | Ženy fleret                         |
| Bronz   | Igor Valetov Georgij Zažickij Grigorij Kriss Viktor Modzolevskij Sergej Paramonov | Šerm                 | Družstvo mužů kord                  |
| Bronz   | Gennadij Jevrjužichin Oganes Zanazanjan Vjačeslav Semjonov Andrej Jakubik Jurij Jelisejev Vladimir Pilguj Jevhen Rudakov Jožef Sabo Jevgenij Lovčev Sergej Olšanskij Vladimir Oniščenko Viktor Kolotov Anatolij Kuksov Jurij Istomin Vladimir Kapličnyj Murtaz Churcilava Arkadij Andriasjan Oleg Blochin Revaz Dzodzuašvili | Fotbal               | Turnaj mužů                         |
| Bronz   | Nikolaj Andrianov | Sportovní gymnastika | Muži přeskok                        |
| Bronz   | Tamara Lazakovičová | Sportovní gymnastika | Ženy víceboj – jednotlivci          |
| Bronz   | Ljudmila Turiščevová | Sportovní gymnastika | Ženy přeskok                        |
| Bronz   | Tamara Lazakovičová | Sportovní gymnastika | Ženy prostná                        |
| Bronz   | Anatolij Novikov | Judo                 | Muži do 70 kg                       |
| Bronz   | Givi Onašvili | Judo                 | Muži nad 93 kg                      |
| Bronz   | Pavel Ledňov | Moderní pětiboj      | Muži jednotlivci                    |
| Bronz   | Viktor Potapov | Jachting             | Muži třída Finn                     |
| Bronz   | Viktor Toršin | Sportovní střelba    | Muži 25 m rychlopalná pistole       |
| Bronz   | Vladimir Bure | Plavání              | Muži 100 m volný způsob             |
| Bronz   | Viktor Mazanov Vladimir Bure Igor Grivennikov Georgij Kulikov | Plavání              | Muži štafeta 4 × 200 m volný způsob |
| Bronz   | Galina Prozumenščikovová | Plavání              | Ženy 200 m prsa                     |
| Bronz   | Alexandr Saprykin Jurij Starunskij Leonid Zajko Vladimir Patkin Jurij Pojarkov Vladimir Puťatov Vladimir Kondra Valerij Kravčenko Jevhen Lapynskyj Viktor Boršč Jefim Čulak Vjačeslav Domani | Volejbal             | Turnaj mužů                         |
| Bronz   | Gennadij Četin | Vzpírání             | Muži bantamová váha do 56 kg        |
| Bronz   | Ruslan Ašuralijev | Zápas                | muži, volný styl do 68 kg           |